# Kościół św. Michała Archanioła w Dębnie
Kościół św. Michała Archanioła – gotycki, drewniany kościół parafialny w Dębnie Podhalańskim w powiecie nowotarskim, wpisany wraz z innymi drewnianymi kościołami południowej Małopolski na listę światowego dziedzictwa UNESCO. 
Pierwszy kościół w Dębnie wzniesiono prawdopodobnie w XIII wieku. Obecny kościół wybudowany został w II połowie XV w. na miejscu starszej świątyni. Z tego okresu pochodzą nawa i prezbiterium. Jest to świątynia orientowana o konstrukcji zrębowej. Wschodnia ściana, zamykająca prezbiterium, jest prostokątna. Prezbiterium jest prostokątne, zbliżone do kwadratu i ma wymiary 5 x 5,9 m, nawa główna o wymiarach 7 x 8,3 m o konstrukcji zrębowej pochodzi z drugiej połowy XV w. Stosunkowo niewysoka wieża z 1601 roku, o wysokości 15 metrów, o samoistnej konstrukcji słupowo-ramowej. Kościół nakryty jest jednokalenicowym, pokrytym gontem, dachem. Prezbiterium i nawę otaczają soboty, czyli kryte podcienia pochodzące z XVIII/XIX w.
Jest jednym z najlepiej zachowanych gotyckich drewnianych kościołów i jednocześnie jednym z najbardziej znanych polskich zabytków w kraju i za granicą (otrzymał jako jedyny drewniany kościół nominację w konkursie siedmiu cudów Polski), wyróżnia się wkomponowaną w krajobraz sylwetką (praktycznie niezmienioną od czasów budowy) i wyjątkowo cennym ruchomym wyposażeniem, a także unikatową polichromią patronową w układzie pasmowym pochodzącą z około 1500 roku, najstarszą z wykonanych na drewnie i w całości zachowanych w Europie. Jest to najlepiej zachowana tego rodzaju polichromia w Polsce. Wykonana w 33 kolorach przedstawia w 12 układach 77 motywów, z których najczęstsze to ornamenty roślinne i geometryczne, ale występują także wątki figuralne i zwierzęta, głównie jelenie. Szablony były wielokrotnie używane w różnych obiektach, te prawdopodobnie, ze względu na ich świecki charakter w dworach szlacheckich i magnackich.
Uwagę zwraca wizerunek orła jagiellońskiego nad belką tęczową. Wieżę z pochyłymi ścianami, silnie zwężającymi się ku górze, wzniesiono w 1601 r. w konstrukcji słupowo-ramowej z izbicą. Dziś jest to jedna z najstarszych konstrukcji tego typu w Polsce (ocenia się, że starsza od niej jest tylko wieża kościoła w Binarowej). Dachy kościoła, zadaszenia i ściany wieży oraz jej hełm podbite są gontem, ściany izbicy wieży oszalowane zostały deskami z ozdobnie wyrzynaną koronką u dołu. We wnętrzu znajdują się cenne zabytki rzeźby i malarstwa gotyckiego. Do najcenniejszych należą:

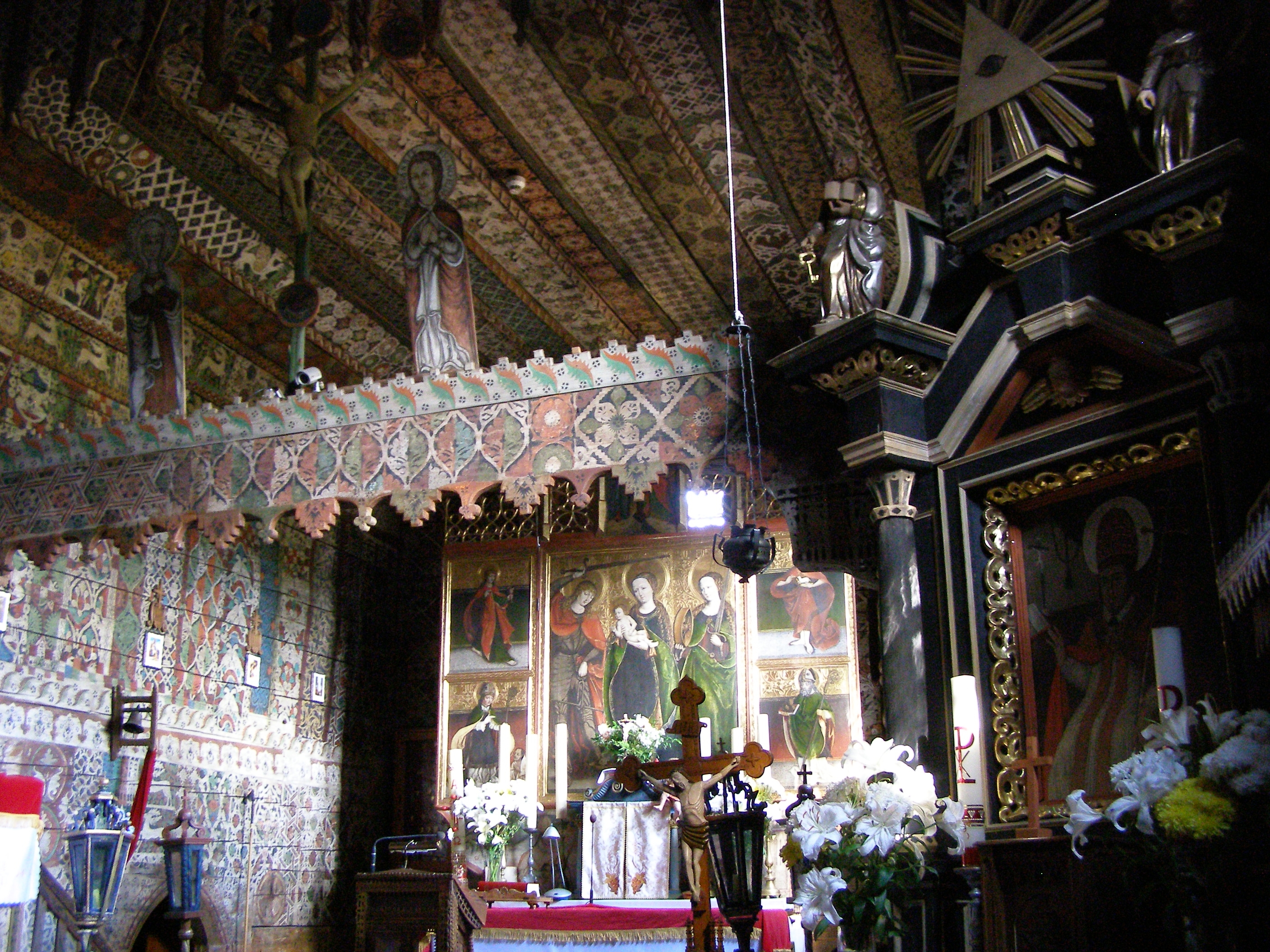
Wnętrze
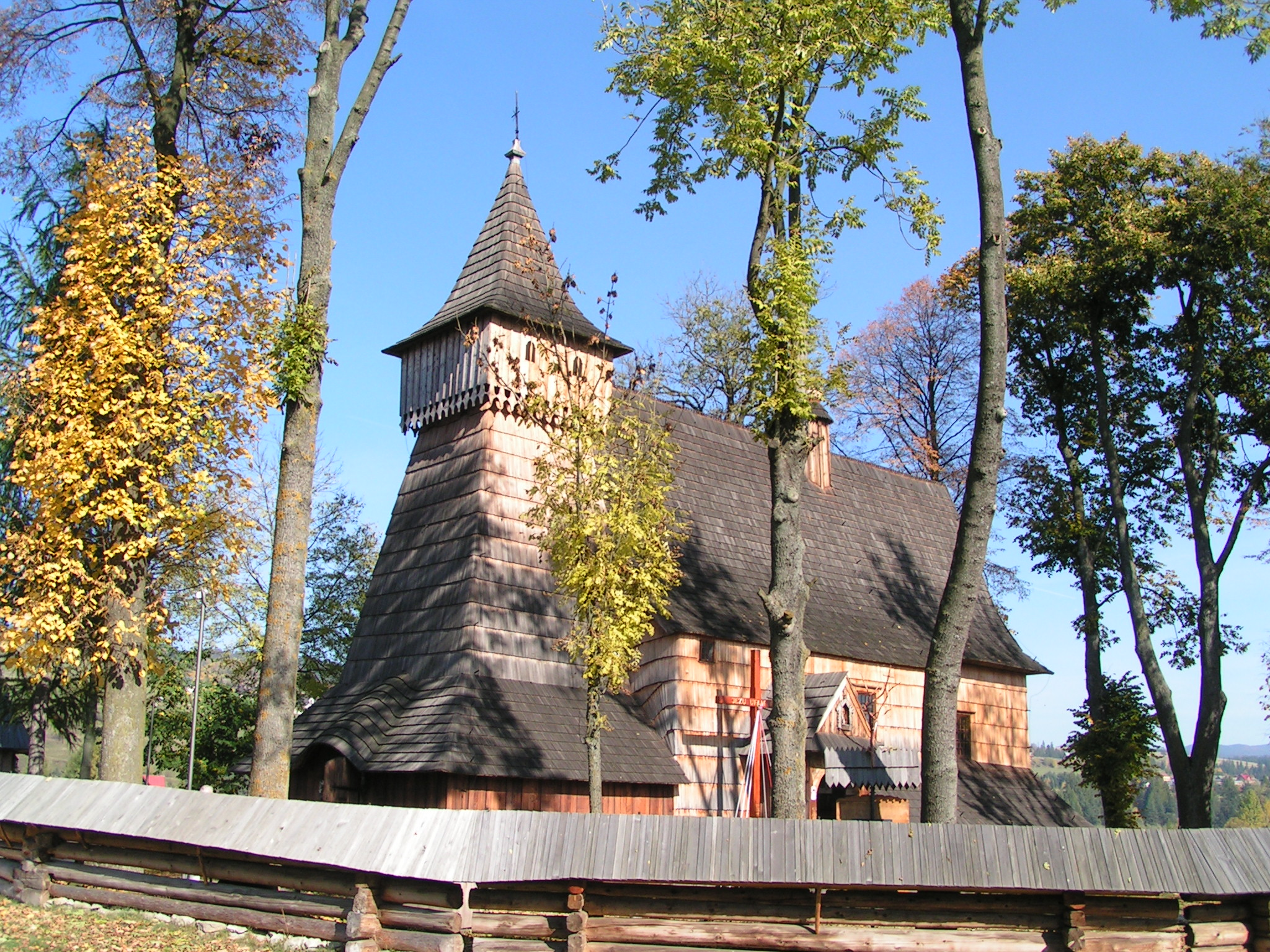
Elewacja frontowa
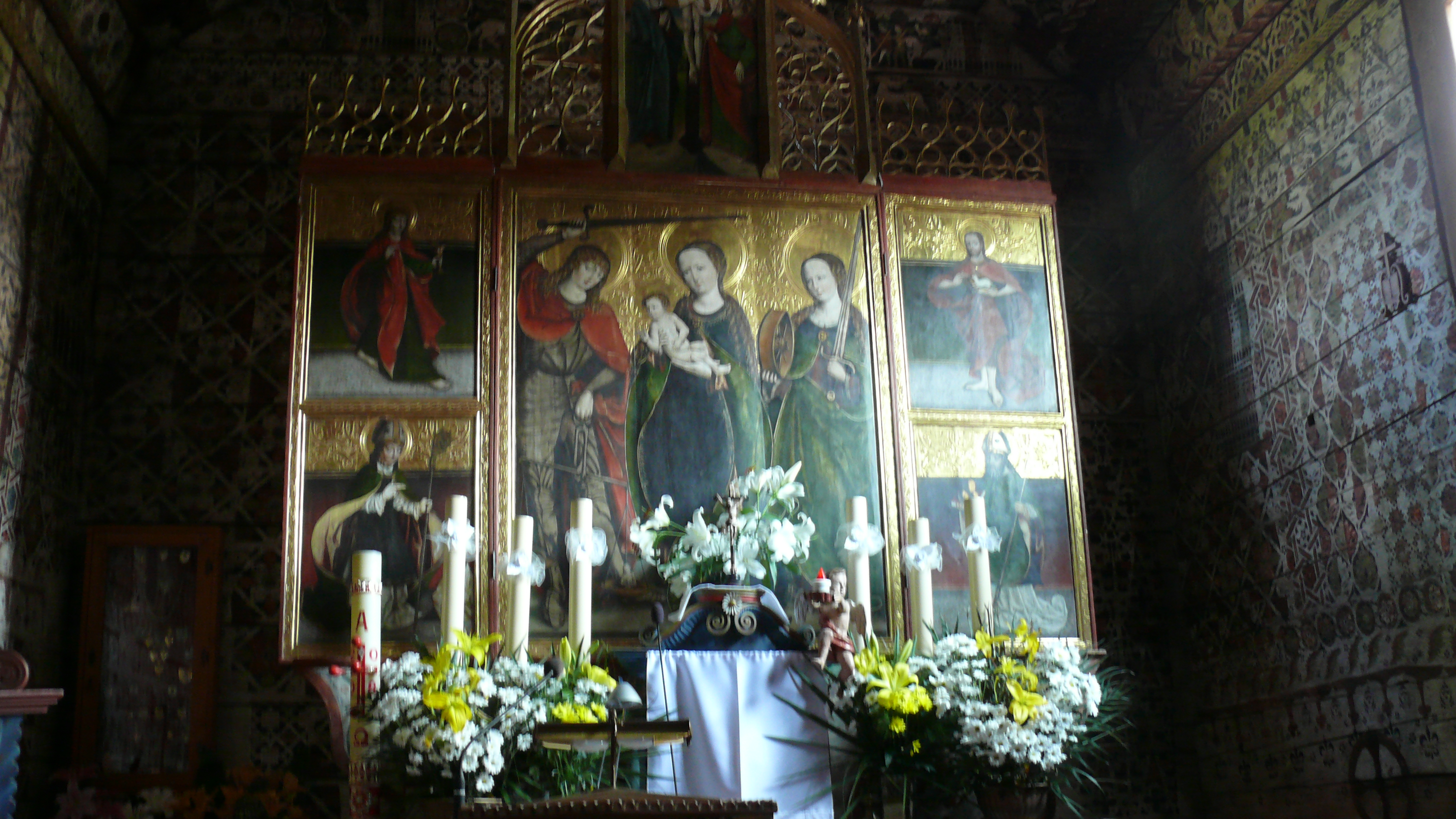
Ołtarz główny
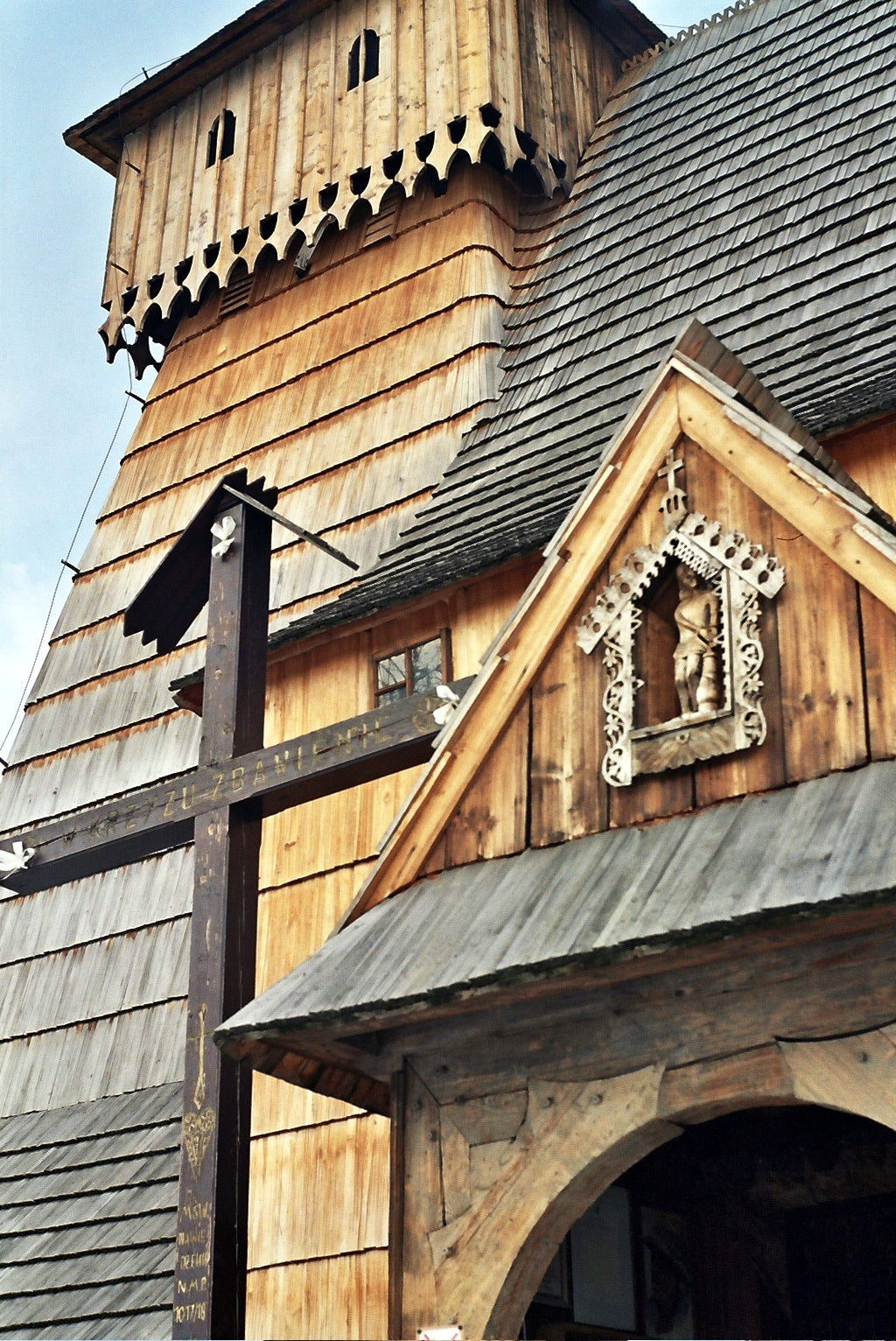
Detal nad wejściem

- Ołtarz główny, stanowiący cenny zabytek malarstwa tablicowego. Jest tryptykiem z początku XVI w. W jego polu środkowym znajdują się wizerunki Matki Bożej z Dzieciątkiem, św. Michała Archanioła z mieczem i wagą oraz św. Katarzyny Aleksandryjskiej, na skrzydle lewym – św. Jana Ewangelisty oraz św. Stanisława, zaś na skrzydle prawym – św. Jana Chrzciciela oraz św. Mikołaja. Po zamknięciu widzimy sceny pasyjne: Chrystus w Ogrójcu, Ecce Homo, Biczowanie, Upadek pod krzyżem. Te malowidła są prawdopodobnie nieco późniejsze (ok. 1530), widać na nich wyraźny wpływ renesansu;
- Dwa ołtarze boczne wykonane w stylu barokowym. W lewym, z 1651 roku, znajduje się szafka z gotyckimi rzeźbami Matki Boskiej z Dzieciątkiem w części centralnej oraz świętych Cecylii i Katarzyny po stronie lewej, Barbary i Doroty po stronie prawej. Figury datowane są na około 1440 rok;
- Malowane gotyckie tabernakulum na północnej ścianie wykonane z drewna w XIV wieku;
- Krucyfiks z około 1380 roku na belce tęczowej. Prawdopodobnie jest to najstarszy zabytek w kościele. Niewykluczone, że był w wyposażeniu pierwszej świątyni w Dębnie. Jego ramiona są naturalnymi gałęziami drzewa. Na ich końcach, a także na dole umieszczono trzy koliste tarcze z godłami Ewangelistów. Po obu stronach krucyfiksu znajdują się drewniane figury Matki Bożej z lewej i św. Jana Ewangelisty z prawej strony;
- Posąg św. Mikołaja z gotyckiego ołtarza wykonany w 1420 roku. Obecnie znajduje się na północnej ścianie. Umieszczony jest w prostokątnym drewnianym pudle, na którego wewnętrznych ścianach namalowano wizerunki św. Szczepana oraz św. Wawrzyńca.
- Kopia pochodzącego z 1280 roku malowidła sztalugowego – najstarszego w Polsce. Malowidło wykonane na desce lipowej przedstawia św. Agnieszkę i św. Katarzynę trzymającą w rękach palmy. Oryginał został przeniesiony z kościoła do Muzeum Archidiecezjalnego w Krakowie.

Prócz tego w kościele zachowały się archaiczne elementy wyposażenia, w większości wykonane z desek pokrytych malowidłami. Kościół posiadał soboty od początku swego istnienia, jednak obecne wzniesiono na początku XIX wieku. Początkowo służyły przede wszystkim za ochronę podwaliny kościoła przed wodami opadowymi, a w latach późniejszych po podwyższeniu i zwiększeniu połaci dachowych także wiernym za schronienie.
Atrakcją tego niezwykłego kościoła są dzwonki zazwyczaj leżące w prezbiterium. Są bardzo stare – mogły powstać nawet w XV wieku. Szczególna skala tego instrumentu, określana mianem gamy perskiej (dłuższe płytki dają wyższe tony), została uzyskana przez wykonanie płytek ze specjalnego stopu i zakopanie ich w ziemi na pewien czas.
W kościele znajduje się również XVI-wieczna haftowana chorągiew wojenna z wizerunkiem św. Stanisława ze Szczepanowa. Wedle niepotwierdzonych przekazów zostawiły ją wojska Jana III Sobieskiego powracającego spod Wiednia po zwycięstwie nad Turkami.
Według dawnej klasyfikacji świątynię zaliczano do zabytków klasy zerowej. W 2003 roku cały obiekt wraz z innymi drewnianymi kościołami południowej Małopolski i Podkarpacia został zapisany na listę światowego dziedzictwa UNESCO, znajduje się też na szlaku architektury drewnianej województwa małopolskiego (Trasa III - Region Podhalańsko-Pieniński).
W serialu Janosik (1973) w kościele w Dębnie główny bohater brał ślub z Maryną. Jednak widzom pokazano aż trzy kościoły – inny, kiedy młodzi do niego wchodzili (kaplica na Polanie Chochołowskiej), kościół w Dębnie – gdzie odbywała się cała ceremonia i jeszcze inny, gdy z niego wychodzili.
Kościół dwukrotnie w latach 1996 i 1998 znalazł się na liście World Monuments Watch jako jeden ze stu cennych zabytków na świecie zagrożonych zniszczeniem.